# Vaena dubitata
Vaena dubitata es una especie de mariposa del género Vaena, familia Geometridae. Fue descrita por Felix Bryk en 1913. Se encuentra en África.